# نینیونگو
نینیونگو شهری در شهرستان زیمتنگا در استان بام در بورکینافاسوی شمالی است و جمعیت آن ۳۶۴ نفر است.